# Feis
Feis, de son vrai nom Faisal Mssyeh (25 janvier 1986 – 1er janvier 2019), est un rappeur néerlandais d'origine marocaine . Il faisait partie du collectif Ecktuh Ecktuh.
À l'âge de trente-deux ans, il est assassiné la nuit du nouvel an 2019 à Rotterdam.

## Biographie
Feis a acquis une certaine renommée en 2007 lorsqu'il a collaboré sur la chanson Klein, Klein Jongen de U-Niq. La même année, il participe à Coke op 'Gas de Kempi. En 2009, il a contribué à l'album  Winne zonder strijd de Winne.
En 2014, Feis a sorti son premier album Hard from Outside, Broken from Inside. En 2015, il était au festival Eurosonic Noorderslag et la même année.
Le 1er janvier 2019, Feis est tué à Rotterdam sur la Nieuwe Binnenweg par 4 hommes, 2 femmes et une adolescente de 15 ans.

## Discographie

### Albums
- 2014 : Gebouwd voor dit
- 2014 : Hard van buiten, gebroken van binnen
- 2015 : Dagelijkse sleur

### Apparitions
- 2006 : Klein, Klein Jongetje
- 2007 : Geen verschil
- 2010 : Heeyo
- 2012 : YUH
- 2012 : Geldwolf feat. Kempi
- 2012 : Op een Missie feat. Hef
- 2014 : Wolverine
- 2014 : Superman feat. Winne
- 2015 : Dagelijkse sleur
- 2015 : Loslaten
- 2016 : Window shoppen
- 2017 : Streetlife feat. Hef
- 2018 : Fluit feat. Kippie & Bombastic